# Judo na Letních olympijských hrách 2004
Zápasy v judu na LOH v Aténách probíhaly v období 14. srpna - 20. srpna 2004.

## Medailisté

### Muži
| Kategorie | Zlato                            | Stříbro                          | Bronz                                      | Bronz                                   |
| --------- | -------------------------------- | -------------------------------- | ------------------------------------------ | --------------------------------------- |
| - 60 kg   | Tadahiro Nomura · Japonsko (JPN) | Nestor Chergiani · Gruzie (GEO)  | Chašbátaryn Cagánbátar · Mongolsko (MGL)   | Čchö Min-ho · Jižní Korea (KOR)         |
| - 66 kg   | Masato Učišiba · Japonsko (JPN)  | Jozef Krnáč · Slovensko (SVK)    | Georgi Georgiev · Bulharsko (BUL)          | Yordanis Arencibia · Kuba (CUB)         |
| - 73 kg   | I Won-hui · Jižní Korea (KOR)    | Vitalij Makarov · Rusko (RUS)    | Jimmy Pedro · Spojené státy americké (USA) | Leandro Guilheiro · Brazílie (BRA)      |
| - 81 kg   | Ilias Iliadis · Řecko (GRE)      | Roman Honťuk · Ukrajina (UKR)    | Flávio Canto · Brazílie (BRA)              | Dmitrij Nosov · Rusko (RUS)             |
| - 90 kg   | Zurab Zviadauri · Gruzie (GEO)   | Hiroši Izumi · Japonsko (JPN)    | Mark Huizinga · Nizozemsko (NED)           | Chasanbi Taov · Rusko (RUS)             |
| - 100 kg  | Igor Makarov · Bělorusko (BLR)   | Čang Song-ho · Jižní Korea (KOR) | Ari'el Ze'evi · Izrael (ISR)               | Michael Jurack · Německo (GER)          |
| + 100 kg  | Keidži Suzuki · Japonsko (JPN)   | Tamerlan Tmenov · Rusko (RUS)    | Indrek Pertelson · Estonsko (EST)          | Dennis van der Geest · Nizozemsko (NED) |

### Ženy
| Kategorie | Zlato                             | Stříbro                                | Bronz                                     | Bronz                               |
| --------- | --------------------------------- | -------------------------------------- | ----------------------------------------- | ----------------------------------- |
| - 48 kg   | Rjóko Taniová · Japonsko (JPN)    | Frédérique Jossinetová · Francie (FRA) | Kao Feng · Čína (CHN)                     | Julija Matijasová · Německo (GER)   |
| - 52 kg   | Sian Tung-mej · Čína (CHN)        | Juki Jokosawaová · Japonsko (JPN)      | Amarilis Savónová · Kuba (CUB)            | Ilse Heylenová · Belgie (BEL)       |
| - 57 kg   | Yvonne Bönischová · Německo (GER) | Kje Sun-hui · Severní Korea (PRK)      | Deborah Gravenstijnová · Nizozemsko (NED) | Yurisleidys Lupeteyová · Kuba (CUB) |
| - 63 kg   | Ajumi Tanimotová · Japonsko (JPN) | Claudia Heillová · Rakousko (AUT)      | Driulis Gonzálezová · Kuba (CUB)          | Urška Žolnirová · Slovinsko (SLO)   |
| - 70 kg   | Masae Uenová · Japonsko (JPN)     | Edith Boschová · Nizozemsko (NED)      | Čchin Tung-ja · Čína (CHN)                | Annett Böhmová · Německo (GER)      |
| - 78 kg   | Noriko Annová · Japonsko (JPN)    | Liou Sia · Čína (CHN)                  | Lucia Moricová · Itálie (ITA)             | Yurisel Labordeová · Kuba (CUB)     |
| + 78 kg   | Maki Cukadaová · Japonsko (JPN)   | Daima Beltránová · Kuba (CUB)          | Sun Fu-ming · Čína (CHN)                  | Tea Donguzašviliová · Rusko (RUS)   |

## Přehled medailí
| Pořadí | Země                         | Zlato | Stříbro | Bronz | Celkově |
| ------ | ---------------------------- | ----- | ------- | ----- | ------- |
| 1      | Japonsko (JPN)               | 8     | 2       | 0     | 10      |
| 2      | Čína (CHN)                   | 1     | 1       | 3     | 5       |
| 3      | Jižní Korea (KOR)            | 1     | 1       | 1     | 3       |
| 4      | Gruzie (GEO)                 | 1     | 1       | 0     | 2       |
| 5      | Německo (GER)                | 1     | 0       | 3     | 4       |
| 6      | Bělorusko (BLR)              | 1     | 0       | 0     | 1       |
| 6      | Řecko (GRE)                  | 1     | 0       | 0     | 1       |
| 8      | Rusko (RUS)                  | 0     | 2       | 3     | 5       |
| 9      | Kuba (CUB)                   | 0     | 1       | 5     | 6       |
| 10     | Nizozemsko (NED)             | 0     | 1       | 3     | 4       |
| 11     | Rakousko (AUT)               | 0     | 1       | 0     | 1       |
| 11     | Francie (FRA)                | 0     | 1       | 0     | 1       |
| 11     | Severní Korea (PRK)          | 0     | 1       | 0     | 1       |
| 11     | Slovensko (SVK)              | 0     | 1       | 0     | 1       |
| 11     | Ukrajina (UKR)               | 0     | 1       | 0     | 1       |
| 16     | Brazílie (BRA)               | 0     | 0       | 2     | 2       |
| 17     | Belgie (BEL)                 | 0     | 0       | 1     | 1       |
| 17     | Bulharsko (BUL)              | 0     | 0       | 1     | 1       |
| 17     | Estonsko (EST)               | 0     | 0       | 1     | 1       |
| 17     | Izrael (ISR)                 | 0     | 0       | 1     | 1       |
| 17     | Itálie (ITA)                 | 0     | 0       | 1     | 1       |
| 17     | Mongolsko (MGL)              | 0     | 0       | 1     | 1       |
| 17     | Slovinsko (SLO)              | 0     | 0       | 1     | 1       |
| 17     | Spojené státy americké (USA) | 0     | 0       | 1     | 1       |
| Celkem | Celkem                       | 14    | 14      | 28    | 56      |